# Smädelseparagrafen
Smädelseparagrafen åsyftar paragraf 3:9 i den svenska Tryckfrihetsförordningen. Paragrafen tillkom 1812.
Paragrafen innebar att omdömen och yttranden angående främmande makt kunde leda till åtal om missförstånd kunde uppstå.

## Användning
Paragrafen hade knappast använts sedan sin tillkomst på 1800-talet fram till andra världskrigets utbrott 1939, men under året 1939 åberopades paragrafen för att i Sverige åtala 19 tidningar. 16 av dessa tryckfrihetsåtal slutade med fängelsestraff för den ansvarige utgivaren.
Dock ledde åtalen, vilka uppmärksammades i andra tidningar, till att de uppgifter som regeringen försökte stoppa fick ännu större spridning.
315 svenska tidningar beslagtogs åren 1940–1943
|  | 251 tidningar var kritiska mot Nazityskland (80 %) |

|  | 64 övriga (20 %) |

För att undvika dessa uppmärksammade censurrättegångar valde Regeringen Hansson III enligt samtida juridiska bedömare att medvetet feltolka lagen för att få tillstånd ett förenklat censurförfarande.
De första beslagsfallen föredrogs för regeringen före beslagen, men besluten kom sedan att delegeras till justitieminister Karl Gustaf Westman och sanktionerades av regeringen i efterhand.
Åren 1940–1943 beslagstogs 315 svenska tidningar, varav 251 var kritiska mot Nazityskland.

## Fotnoter